# Leonardo de Miranda Pereira
Leonardo de Miranda Pereira (ur. 31 maja 1936 w Diamantinie) – brazylijski duchowny rzymskokatolicki, w latach 1986-2012 biskup Paracatu.

## Życiorys
Święcenia kapłańskie przyjął 8 grudnia 1959. 6 maja 1986 został prekonizowany biskupem pomocniczym Paracatu. Sakrę biskupią otrzymał 9 sierpnia 1987. 7 listopada 2012 przeszedł na emeryturę.